# Карашев, Анарбек Бактыгазович
Анарбек Бактыгазович Карашев (род. 25 марта 1965, Аксаковка, Абайская область) — казахстанский государственный деятель, дипломат.

## Биография
Родился 25 марта 1965 года селе Аксаковка Урджарского района Семипалатинской области.
В 1991 году окончил Казахский государственный университет, продолжил в нём работу преподавателем.
С 1992 по 1994 год — Второй секретарь МИД Республики Казахстан.
С 1994 по 1996 год — Третий секретарь, Второй секретарь Посольства Казахстана в Германии.
В 1996 году, около года, занимал должность заведующего сектором Администрации Президента Республики Казахстан.
С 1997 по 1999 год — Первый секретарь Посольства Республики Казахстан в Австрийской Республике.
В 1999 году назначен начальником отдела Международных договоров Договорно-правового управления МИД РК.
В 2001 году — начальником Секции Канцелярии Премьер-министра Республики Казахстан.
В 2002 — 2003 годах — Советник Посольства Казахстана в Швейцарской Конфедерации.
С 2003 по январь 2008 года — Генеральный консул Республики Казахстан во Франкфурте-на-Майне.
17 января 2008 года Указом Главы государства назначен Чрезвычайным и Полномочным Послом Республики Казахстан в Чешской Республике.
22 мая 2008 года назначен Чрезвычайным и Полномочным Послом Республики Казахстан в Словацкой Республике по совместительству.
28 июля 2014 года освобожден от должности Посла Казахстана в Чехии и Словакии по совместительству и был назначен ответственным секретарем МИД Казахстана.
28 мая 2018 года освобожден от должности ответственного секретаря Министерства иностранных дел Республики Казахстан в связи с переходом на другую работу. 
В июне 2018 года был задержан Национальным бюро по противодействию коррупции, по подозрению в получении взятки в крупном размере.

## Награды
- Почётная грамота Республики Казахстан (2003)
- Медаль «Қазақстан Республикасының Конституциясына 10 жыл» (2005)
- Медаль «Астананың 10 жылдығы» (2008)
- Медаль «Қазақстан Республикасының Тәуелсіздігіне 20 жыл» (2011)
- Медаль «Ерен еңбегі үшін» (2012)
- Благодарность Президента РК (2010)